# カウケー県

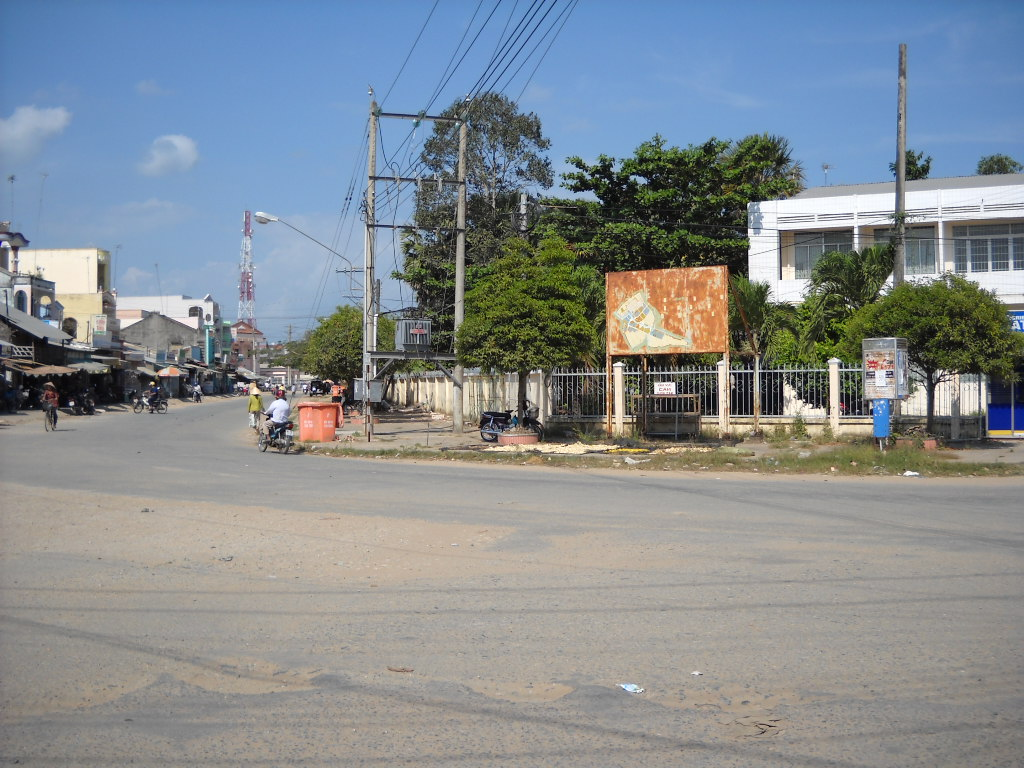
町の道

カウケー県（カウケーけん、ベトナム語：Huyện Cầu Kè / 縣梂棋?）は、ベトナム社会主義共和国チャーヴィン省の県。面積は245km²、人口は125,969人（2015年）である。

## 行政区画
1市鎮10社から構成される。